# Маколифф, Джейн Дэммен
Дже́йн Дэ́ммен Мако́лифф (англ. Jane Dammen McAuliffe; род. 1944) — американский религиовед, специалист по коранистике, эмерит-президент (восьмой, с 2008 по 2013 год) Брин-Мор-колледжа. Доктор. Член Американского философского общества (2007).

## Биография
До назначения на должность президента Брин-Мор-колледжа Джейн Маколифф с 1999 по 2008 год занимала должность декана Колледжа Джорджтауна в Джорджтаунском университете. В Джорджтауне, она была штатным профессором кафедры истории и кафедры арабского языка и исламоведения. Джейн Маколифф имеет степень бакалавра в области философии и классики в Тринити-колледже в Вашингтоне, степень магистра религиоведения и докторскую степень в области исламоведения Торонтского университета.
Маколифф является сторонницей расширения и углубления межконфессионального диалога. Она работала в Ватикане, в комиссии по религиозным отношениям с мусульманами, а также в совете Американской академии религии. Член Американской академии искусств и наук и Совета по международным отношениям.
Является автором ряда книг, среди которых The Cambridge Companion to the Qur’an (Cambridge University Press, 2006. ISBN 978-0-521-53934-0) и другие.